# Paul Leder
Pour les articles homonymes, voir Leder.
Paul Leder est un réalisateur, scénariste, acteur, producteur et monteur américain, né le 25 mars 1926 à Springfield dans le Massachusetts, et décédé d'un cancer le 9 avril 1996 à Los Angeles en Californie.

## Vie privée
Il est le père de la réalisatrice Mimi Leder.

## Filmographie

### En tant que réalisateur
- 1970 : Marigold Man
- 1974 : I Dismember Mama
- 1976 : King Kong revient (Ape)
- 1976 : My Friends Need Killing
- 1977 : Red Light in the White House
- 1978 : The Chinese Caper
- 1978 : Paranoid (Sketches of a Strangler)
- 1983 : I'm Going to Be Famous
- 1983 : Vultures
- 1986 : The Education of Allison Tate
- 1987 : The Eleventh Commandment
- 1990 : Exiled in America
- 1990 : Murder by Numbers
- 1991 : Frame Up
- 1991 : Goin' to Chicago
- 1991 : Twenty Dollar Star
- 1992 : Cover up (titre français du DVD) (Frame-Up II: The Cover-Up ou, en vidéo, Deadly Conspiracy)
- 1993 : The Baby Doll Murders
- 1994 : Molly et Gina
- 1994 : Killing Obsession
- 1995 : The Killers Within
- 1995 : The Wacky Adventures of Dr. Boris and Nurse Shirley

### En tant que scénariste
- 1963 : Five Minutes to Love de John Hayes
- 1976 : King Kong revient (Ape)
- 1976 : My Friends Need Killing
- 1977 : Red Light in the White House
- 1978 : The Chinese Caper
- 1978 : Paranoid (Sketches of a Strangler)
- 1983 : I'm Going to Be Famous
- 1983 : Vultures
- 1987 : Body Count (en)
- 1990 : Exiled in America
- 1990 : Murder by Numbers
- 1991 : Goin' to Chicago
- 1991 : Twenty Dollar Star
- 1993 : The Baby Doll Murders
- 1994 : Molly et Gina
- 1994 : Killing Obsession
- 1995 : The Killers Within
- 1996 : Frame-Up II: The Cover-Up
- 1999 : Sentimental Journey de Mimi Leder Histoire

### En tant qu'acteur
- 1961 : The Grass Eater de John Hayes : Pete Boswell
- 1963 : Five Minutes to Love de John Hayes : Harry
- 1964 : How to Succeed with Girls de Edward A. Biery
- 1976 : Ape de Paul Leder : Dino, le directeur

### En tant que producteur
- 1961 : The Grass Eater de John Hayes
- 1963 : Five Minutes to Love de John Hayes
- 1964 : How to Succeed with Girls de Edward A. Biery
- 1965 : The Farmer's Other Daughter de John Hayes
- 1970 : Marigold Man
- 1976 : Ape
- 1977 : Red Light in the White House
- 1978 : The Chinese Caper
- 1978 : Paranoid (Sketches of a Strangler)
- 1983 : I'm Going to Be Famous
- 1983 : Vultures
- 1985 : To Kill a Stranger de Juan López Moctezuma Directeur de production
- 1987 : Body Count (en)
- 1990 : Exiled in America
- 1990 : Murder by Numbers
- 1991 : Frame Up
- 1991 : Goin' to Chicago
- 1991 : Twenty Dollar Star
- 1993 : The Baby Doll Murders
- 1994 : Molly et Gina
- 1994 : Killing Obsession
- 1995 : The Killers Within
- 1995 : The Wacky Adventures of Dr. Boris and Nurse Shirley
- 1996 : Frame-Up II: The Cover-Up

### En tant que monteur
- 1976 : Ape
- 1976 : My Friends Need Killing
- 1983 : Vultures
- 1983 : I'm Going to Be Famous
- 1987 : Body Count (en)
- 1991 : Frame Up
- 1991 : Goin' to Chicago
- 1993 : The Baby Doll Murders
- 1994 : Molly et Gina
- 1995 : The Killers Within
- 1996 : Frame-Up II: The Cover-Up

## Hommage
L'épisode 19 de la saison 2 d'Urgences lui est dédié.
Le film Le Pacificateur, de sa fille Mimi Leder, lui est dédié.